# Ernst Wide
Ernst Wide (Ernst Theodor Wide; * 9. November 1888 in Stockholm; † 8. April 1950 ebenda) war ein schwedischer Mittel- und Langstreckenläufer.
Beim Mannschaftsrennen über 3000 m der Olympischen Spiele 1912 in Stockholm kam er als Vierter ins Ziel und gewann mit dem schwedischen Team Silber. Über 1500 m kam er auf den fünften Platz.
Viermal wurde er nationaler Meister über 800 m (1909–1911, 1914), fünfmal über 1500 m (1909–1912, 1914).

## Persönliche Bestzeiten
- 800 m: 1:55,7 min, 12. September 1910, Stockholm
- 1500 m: 3:57,6 min, 10. Juli 1912, Stockholm

## Weblinks

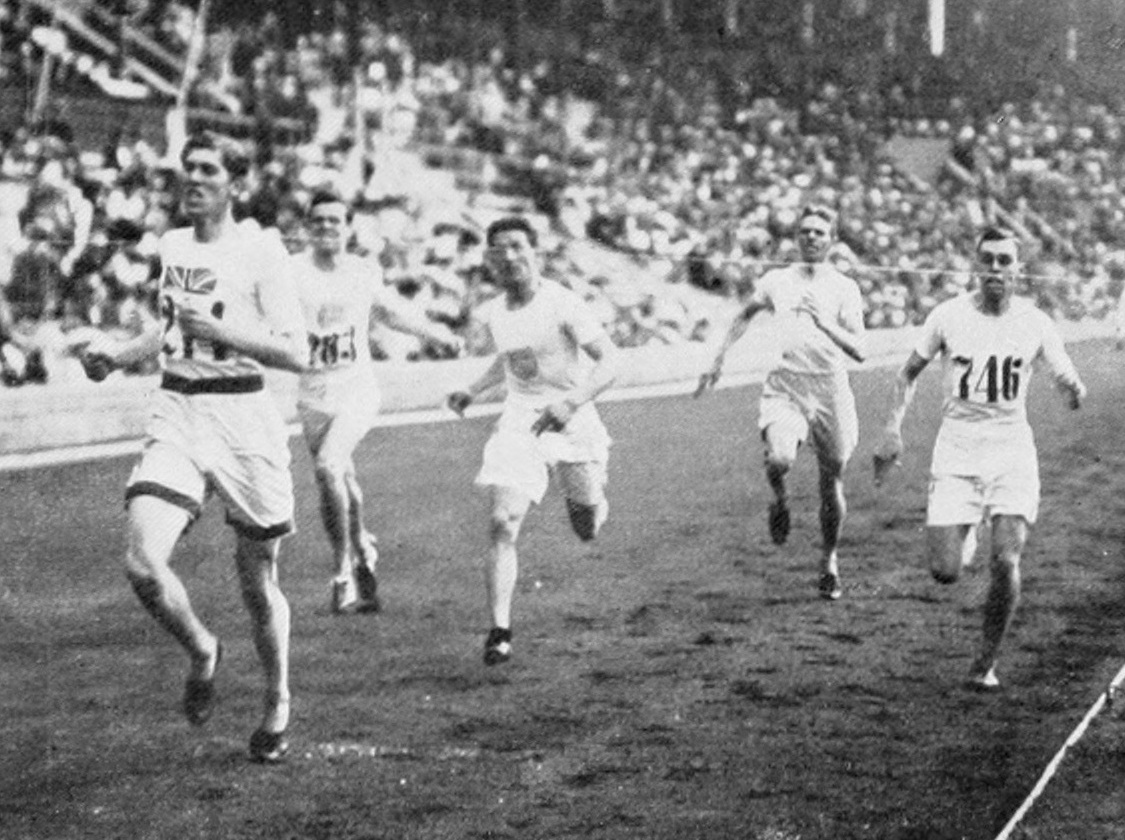
Zieleinlauf im 1500-Meter-Finale:
Wide (2.v.r.) wird Fünfter

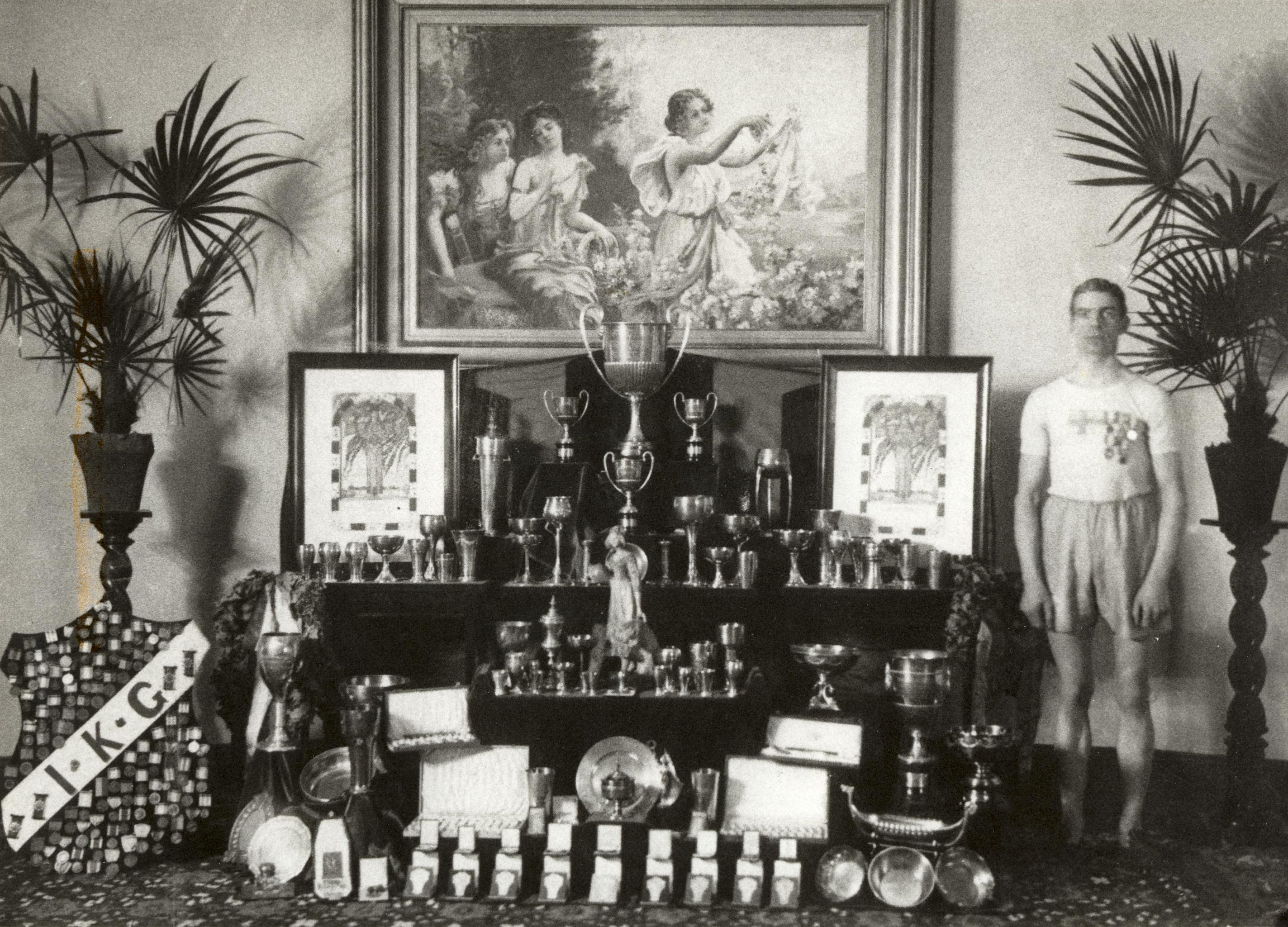
Ernst Wide und seine Trophäensammlung